# Cocytia veitschi
Cocytia veitschi är en fjärilsart som beskrevs av Butler 1884. Cocytia veitschi ingår i släktet Cocytia och familjen nattflyn. Inga underarter finns listade i Catalogue of Life.